# Вальдемар Копгамель
Вальдемар Копгамель (нім. Waldemar Kophamel; 16 серпня 1880, Грауденц — 4 листопада 1934, Плен) — німецький офіцер-підводник, фрегаттен-капітан рейхсмаріне. Кавалер ордена Pour le Mérite.

## Біографія
12 квітня 1898 року вступив на флот. Пройшов базову підготовку на навчальному кораблі «Штош». Під час навчальної подорожі на кораблі відвідав Норвегію, Шотландію, Середземне море, Північну Африку, Іспанію і Канарські острови. У 1900—1901 роках пройшов спеціальні артилерійські і торпедні курси, а також піхотну підготовку.
У 1901—1902 роках служив на броненосці «Курфюрст Фрідріх-Вільгельм». В 1902 році переведений в 2-ге торпедне управління у Вільгельмсгафені і призначений командиром торпедного катера S3. Пізніше переведений в 2-гу флотилію торпедних катерів. В 1904 році призначений в 2-гу військово-морську інспекцію у Вільгельмсгафені. В 1905 році служив на легких крейсерах «Ніоба» і «Фетіда», побував у Східній Африці. В 1906 році брав участь у випробувальних походах на першому підводному човні кайзерліхмаріне U-1. Між 1907 і 1910 роках ми знову був направлений в 2-гу військово-морську інспекцію і здобув новий досвід роботи з підводним озброєнням на U-2 і U-9. В 1910 році направлений на дредноут «Вестфалія». В 1911/13 роках навчався у Військово-морській академії в Кілі, після чого служив 1-м офіцером Адмірал-штабу при 1-й ескадрі на дредноуті «Східна Фризія».
Після початку Першої світової війни в жовтні 1914 року переведений в підводний флот. З 3 листопада 1914 по 12 листопада 1915 року — командир U-35, який став найрезультативнішим підводним човном в історії. З 18 листопада 1915 року — командир підводної флотилії «Пола», дислокованої в Полі і Катарро. З 21 липня 1917 по 26 грудня 1917 року — командир підводного крейсера U-151, з 28 березня по 11 листопада 1918 року — U-140.
Всього за час бойових дій потопив 56 кораблів загальною водотоннажністю 157 771 тонну і пошкодив 6 кораблів (10 176 тонн).
З квітня 1919 по червень 1920 року командував легким крейсером «Страсбург». 31 серпня 1920 року звільнений у відставку.

## Звання
- Кадет (12 квітня 1898)
- Фенріх-цур-зее (18 квітня 1899)
- Лейтенант-цур-зее (13 вересня 1901)
- Оберлейтенант-цур-зее (28 березня 1903)
- Капітан-лейтенант (20 березня 1908)
- Корветтен-капітан (17 жовтня 1915)
- Фрегаттен-капітан запасу (31 серпня 1920)

## Нагороди
- Рятувальна медаль
- Орден Червоного орла 4-го класу
- Залізний хрест 2-го і 1-го класу
- Королівський орден дому Гогенцоллернів, лицарський хрест з мечами (19 листопада 1915)
- Ганзейський хрест (Гамбург)
- Хрест «За військові заслуги» (Мекленбург-Шверін) 2-го і 1-го класу
- Pour le Mérite (29 грудня 1917)
- Нагрудний знак підводника (1918)
- Почесний хрест ветерана війни з мечами

## Вшанування пам'яті
15 травня 1939 року на честь Копгамеля була названа плавуча база підводних човнів «Вальдемар Копгамель».